# Baby for Sale
Baby for Sale (no Brasil, Tráfico de bebês) é um telefilme norte-americano de 2004 que estreou na Lifetime Network no dia 12 de julho de 2004. É estrelado por Dana Delany e Hart Bochner e foi dirigido por Peter Svatek. , com roteiro de John Wierick. As filmagens ocorreram em Montreal, Québec, Canadá. A história é baseada em fatos reais.

## Elenco
- Dana Delany como Nathalie Johnson
- Hart Bochner como Steve Johnson
- Bruce Ramsay como Gabor Szabo
- Romano Orzari como Joey Perrotta
- Elizabeth Marleau como Janka
- Ellen David como Kathy Williamson
- Claudia Besso como Laura Jackson